# Matthijs van Harten
Matthijs van Harten (15 de noviembre de 1996) es un deportista neerlandés que compite en judo. Ganó dos medallas de plata en el Campeonato Europeo de Judo por Equipo Mixto, en los años 2021 y 2022.

## Palmarés internacional
| Campeonato Europeo por Equipo Mixto | Campeonato Europeo por Equipo Mixto | Campeonato Europeo por Equipo Mixto | Campeonato Europeo por Equipo Mixto |
| Año                                 | Lugar                               | Medalla                             | Categoría                           |
| ----------------------------------- | ----------------------------------- | ----------------------------------- | ----------------------------------- |
| 2021                                | Ufá (Rusia)                         | Medalla de plata                    | Equipo mixto                        |
| 2022                                | Mulhouse (Francia)                  | Medalla de plata                    | Equipo mixto                        |